# نيكولاي كوليف
نيكولاي كوليف هو مجدف بلغاري، ولد في 8 فبراير 1973 في بلوفديف في بلغاريا.

## وصلات خارجية
- نيكولاي كوليف على موقع الاتحاد الدولي للتجديف (الإنجليزية)
- نيكولاي كوليف على موقع أوليمبيديا (الإنجليزية)